# محمدباقر میرزا خسروی
محمدباقر میرزا خسروی دولتداد یا محمد باقر میرزا دولتشاه، متخلص به خسروی (زاده: ۱۲۲۸ خورشیدی در کرمانشاه، درگذشت: ۱۲۹۸ خورشیدی در تهران)ادیب، نویسنده، شاعر ایرانی در قرن سیزدهم و چهاردهم هجری بود. وی یکی از پیشوایان نثر نو ادبی و نویسندهٔ نخستین رمان تاریخی در تاریخ ادبیات ایران محسوب می‌شود.
نخستین رمان تاریخی ایرانی در سال ۱۲۷۸ خورشیدی (۱۳۲۷ هجری قمری) در سه جلد تحت عناوین شمس و طغرا، طغرل و هما و ماری ونیسی توسط محمد باقر میرزا خسروی نوشته شد.

## سال‌های نخست زندگی
محمد باقر میرزا در سال ۱۲۲٨ خورشیدی در کرمانشاهان به دنیا آمد. وی فرزند شاهزاده محمد رحیم میرزا بود که پسر محمد علی میرزای دولتشاه فرزند فتحعلی شاه قاجار محسوب می‌شد. تحصیلات خویش را در زادگاهش، شهر کرمانشاه آغاز نمود و در ادبیات عربی و فارسی و صرف و نحو و معانی و بیان و عروض و حکمت سرآمد شد. وی از آغاز جوانی علی‌رغم مخالفت پدر، به شعر و شاعری رغبت داشت و گاهی ابیاتی می‌سرود، تا اینکه حسینقلی سلطانی کلهر او را به سرودن شعر تشویق کرد و تخلص خسروی را برای وی انتخاب نمود.
علاءالدوله، حاکم کرمانشاه که شیفته اخلاق و معلومات خسروی شده بود، او را به دارالحکومه کرمانشاه دعوت کرد و به ریاست دارالانشاء منصوبش نمود. همچنین در اوایل سال ۱۳۱۹ هجری قمری، هنگامیکه علاءالدوله به ایالت فارس منتقل شد، خسروی را نیز با خود برد. بدین ترتیب وی مدتی در فارس اقامت گزید. بعدها وی سفری هم به کشور عراق نمود و چندی نیز در آنجا مأوا داشت و سپس به زادگاه خویش، شهر کرمانشاه بازگشت.
وی به استثنای همین اقامت‌های خویش در فارس و عراق عجم، و به جز اقامت اجباریش در سال‌های پایانی عمر در تهران (رجوع به بخش ذیل)، تقریباً تمام عمر خویش را در کرمانشاه به سر برد.

## نگارش نخستین رمان تاریخی ایران
خسروی، نویسندهٔ رمان‌های سه‌گانهٔ شمس و طغرا، ماری ونیزی و طغرل و همای است. داستان این سه رمان عاشقانهٔ تاریخی در عهد اشغال ایران توسط مغولان در قرن سیزدهم میلادی اتفاق می‌افتد. خسروی در خلق این سه‌گانه، تحت تأثیر رمان‌های فرانسوی و درونمایهٔ منظومه‌های فارسی، به‌خصوص خسرو و شیرینِ نظامی گنجوی است. هر سه کتاب، در سال ۱۹۱۰ در کرمانشاه به چاپ رسیده‌اند.
این اثر خسروی که نخستین رمان تاریخی ایران به‌شمار می‌رود، در سال ۱۲۸۷ نوشته شد و در آن دوره آشفته حمله مغول به ایران ترسیم شده‌است. با اینکه زمینه اثر تاریخی بود، اما خسروی آن را با روایت داستانی عاشقانه و گیرا، که سرشار از ماجراهای هیجان‌آفرین بود، همراه کرد.
عنوان مجلدات بعدی شمس و طغرا، ماری ونیسی و طغرل و همای بود، که تاریخ پایان هریک از این مجلدات، به ترتیب: در ۲۳ شوال سال ۱۳۲۷، ربیع‌الثانی ۱۳۲۸ و ۲۳ رجب سال ۱۳۲۸ می‌باشد.
وقایع داستان دوره ۲۴ ساله‌ای از قرن هفتم هجری و عهد حکومت آبش خاتون آخرین اتابک از سلسله سلغریان و دختر اتابک سعد بن ابوبکر در فارس را دربرمی گیرد و داستان در این سال‌ها که مصادف با روزگار فرمانروایی اباقا خان و احمد تگودار و ارغون شاه از ایلخانان مغول است، اتفاق می‌افتد.
یکی از شخصیت‌های مهم این رمان، سعدی است که مراسم ازدواج دو شخصیت اول داستان را برگزار می‌کند.
غیر از رمان فوق، مجموعه شعری هم تحت عنوان دیوان اشعار خسروی در شهریور ۱۳۰۴ در تهران چاپ می‌کند.

## دستگیری توسط روس‌ها
در هنگام حمله روسیهٔ تزاری به غرب ایران، خسروی که مخالف حملهٔ روسیهٔ تزاری و اشغال منطقه بود، از طرف نیروهای روسیه مورد پیگرد واقع شد و پس از مدتی فرار در کوه و صحرا، و تحمل مصائب و مشقات بی‌شمار، دستگیر شد. وی مدتی در کرمانشاهان و چندی نیز در همدان زندانی شد. عاقبت او را به شرط ترک کرمانشاهان و اقامت در تهران آزاد کردند. بدین ترتیب وی به تهران مهاجرت کرد و بقیه عمر خویش را در تهران به مطالعه و مجالست با دانشمندان گذراند.

## زندگی خصوصی و مرگ
محمد باقر میرزا خسروی، که گفتیم بنیان‌گذار رمان نو به زبان فارسی به‌شمار می‌آمد، به خصوص پس از مهاجرت به تهران با فقر دست به گریبان شد. وی ده فرزند داشت و ناگزیر بود برای تأمین معاش آنان، در تمام طول عمر خویش تن به خدمت در مشاغل مختلفی مثل گمرک، تلگراف‌خانه، عدلیه و … بدهد.
سرانجام وی در سن ۷۲ سالگی و در سال ۱۲۹۸ خورشیدی در شهرستان تهران چشم بر دنیا فروبست و در مقبره ابن بابویه به خاک سپرده شد.

## آثار
- دیوان شعر محمدباقر خسروی
- شمس و طغرا
- ماری ونیسی
- طغرل و همای
- دیبای خسروی
- شرح احوال حسینقلی خان جهانسوزشاه
- تشریح‌العلل
- اقبال‌نامه
- الهیئة والاسلام (ترجمه)

## دربارهٔ او
علی اکبر دهخدا در لغتنامه خویش ضمن شرح کوتاهی از او با نام محمدباقر میرزا خسروی کرمانشاهی نام برده و او را یکی از ادبا و شعرای معروف ایران در اوایل قرن چهاردهم هَجری قمری دانسته‌است. (از کتاب احوال و اشعار رودکی ج ۱ ص ۱۵).
هوشنگ اتحاد نیز در مجموعهٔ بزرگ پژوهشگران معاصر ایران، ضمن ارائهٔ شرح حال کاملی از وی به نقل از منابع مختلف، دربارهٔ او و نوشته‌هایش می‌نویسد:
شیوه نثرنویسی محمدباقر میرزا خسروی، در نهایت روانی و فصاحت و شیرینی و لطافت بود. نمونه جامعی از نثرنویسی او را می‌توان در رمان‌های معروف او (شمس و طغرل، ماری و نیسی، طغرل و همای) به نظاره نشست. نمونه‌ای از نثر او، در هزار سال نثر پارسی آمده‌است.
یعقوب آژند در کتاب خود تحت عنوان ادبیات داستانی در ایران و ممالک اسلامی به این نویسنده اشاره‌ای بسیار کوتاه و گذرا دارد و دربارهٔ او می‌نویسد:
رمان نویسان نخستین، تاریخ را دست مایهٔ آثار خود قرار دادندوآثاری همچون… شمس و طغرا و غیره به وجود آوردند.
همچنین حسن عابدینی در کتاب خود تحت عنوان فرهنگ داستان‌نویسان ایرانی در رابطه با این نویسنده می‌نویسد:
محمد باقر میرزا خسروی … به نگارش اولین رمان تاریخی ایران شمس و طغرا پرداخت. دراین رمان وقایع زمان اتابکان فارس و فرمان‌روائی مغول بر ایران را شرح داده و با دقتی کامل آثار قدیمهٔ فارس و حوادث قرن هفتم هجری را … بیان می‌فرماید … به گفتهٔ رشید یاسمی، رمانی نیز در شرح احوال حسین‌قلی‌خان جهانسوز دربارهٔ تأسیس نیروگیری سلسله قاجار دارد که هنوز به طبع نرسیده‌است.
الول - ساتن دربارهٔ او می‌نویسد:
در میان این رمان‌ها می‌توان از رمان سه بخشی محمد باقر خسروی با عنوان شمس و طغرا، ماری و نیسی، طغرل و همای نام برد (۱۰–۱۹۰۹ میلادی) که سه رمان مستقل است با یک قهرمان مشترک که طرح و توطئه آن را در ایام هجوم مغول به ایران در قرن هفتم سیزده هم رخ می‌دهد …